# Murder, Inc.
Murder, Inc. (Murder, Incorporated) a fost un grup implicat în crima organizată care a activat din 1929 până în 1941 sub controlul mafiei americane, mafiei evreiești și a altor organizații criminale din New York City și din țară. Grupul era format din gangsteri evrei, gangsteri italoamericani și alți membri din cartierele sărace populate de imigranți italieni și evrei din Manhattan - cu precădere Lower East Side⁠(d) și Brooklyn - Brownsville⁠(d), East New York⁠(d) și Ocean Hill⁠(d). Condus inițial de Louis „Lepke” Buchalter și mai târziu de Albert „Mad Hatter” Anastasia, Murder, Inc. este considerat responsabil de asasinarea a peste 400 de mafioți până la dezvăluirea activităților grupului în 1941 de către fostul membru Abe „Kid Twist” Reles. Murder, Inc. a comis sute de crime la ordinul Sindicatului național al crimei în perioada 1929-1941. În procesele⁠(d) care au urmat, numeroși membri au fost condamnați și executați; Abe Reles a murit în condiții misterioase după ce a căzut de la geamul camerei sale din hotelul Half Moon. Thomas E. Dewey inițiază în calitate de procuror mai multe investigații cu privire la activitățile Murder, Inc. și a altor organizații criminale.

## Originea
Banda lui Bugs și Meyer⁠(d) a precedat Murder, Incorporated, fiind înființată de evreii americani Meyer Lansky și Benjamin „Bugsy” Siegel la începutul anilor 1920. După războiul Castellammarese și asasinarea liderului mafiei americane Salvatore Maranzano, gangsterul sicilian Charles „Lucky” Luciano a fondat Comisia. La scurt timp după, Siegel și Lansky au desființat banda Bugs și Meyer și au înființat Murder, Incorporated.

## Metode
Membrii Murder, Inc. erau gangsteri italieni și evrei din bandele care dominau cartierele Lower East Side, Brownsville, East New York și Ocean Hill. Pe lângă asasinări executate în New York City și intimidări în numele gangsterului newyorkez Louis "Lepke" Buchalter, aceștia au executate asasinări pentru liderii mafiei din întreaga țară. În lucrarea The Valachi Papers⁠(d) (1969) de Peter Maas, turnătorul⁠(d) Joseph Valachi⁠(d) insistă asupra faptului că Murder, Inc. nu a comis crime în numele mafiei americane, însă afirmațiile sale sunt contrazise de alte surse și de faptul că Albert Anastasia era boss al unei familii italoamericane.
Parțial stabilită în magazinul de bomboane deținut de Rosie „Midnight Rose” Gold la răscrucea străzilor Saratoga și Livonia în Brooklyn, asasinii Murder, Inc. utilizau diverse arme, inclusiv spărgătoare de gheață⁠(d), pentru a-și ucide țintele. Deși grupul avea mai mulți membri, Harry "Pittsburgh Phil" Strauss a fost cel mai „productiv” ucigaș cu peste 100 de crime (unii istorici vorbesc de aproape 500).
Asasinii era plătiți regulat cu un salariu și o taxă de 1.000 până la 5000 de dolari pentru fiecare asasinare. De asemenea, familiile lor obțineau bani ca urmare a acestor activități.

## Fondarea și primele operațiuni
Murder, Inc. a fost fondată imediat după alcătuirea comisiei Sindicatului național al crimei cu scopul de a executa ordinele sale. Acesta a fost în mare parte controlat de gangsterul Louis „Lepke” Buchalter și subșeful familiei Mangano Albert Anastasia, iar membrii săi includeau partenerii lui Buchalter implicați în coruperea forței de muncă și asasini din banda condusă de Martin „Buggsy” Goldstein și Abe ”Kid Twist” Reles care activa în Brownsville⁠(d). Ordinele comisiei erau primite fie de Buchalter, fie de Joe Adonis, iar aceștia le transmiteau membrilor grupului. Anastasia controla desfășurarea operațiunilor alături Jacob „Gurrah” Shapiro, vechiul partener al lui Lepke.
În 1932, Abe Wagner a informat poliția cu privire la activitatea sindicatul. Acesta s-a retras apoi în Saint Paul, Minnesota și s-a deghizat în încercarea de a evita o posibilă răzbunare. A fost însă descoperit de către doi asasini - George Young și Joseph Schafer - care l-au ucis. Young și Schafer au fost capturați de poliție într-un final, iar Siegel nu a reușit să asigure eliberarea acestora.
În anii 1930, Buchalter a folosit serviciile Murder, Inc. pentru eliminarea martorilor și a persoanelor suspectate că oferă informații autorităților în perioada în care era cercetat de procurorul Thomas Dewey. În 11 mai 1937, patru membri ai grupului l-au ucis pe presupusul informator George Rudnick. În 1 octombrie 1937, fostul asociat al lui Buchalter - Max Rubin - a fost împușcat și rănit grav după ce a ignorat ordinul lui Lepke de a părăsi orașul înainte să fie chemat în instanță în calitate de martor. Se speculează că Morris Kessler⁠(d), Joseph Amberg⁠(d) și Louis Amberg⁠(d), toți uciși în 1935, ar fi fost victime ale Murder, Inc.

### Asasinarea lui Dutch Schultz
Cea mai cunoscută victimă a grupului a fost gangsterul Dutch Schultz care sfidase pe față comisia sindicatului. În octombrie 1935, Schultz a cerut aprobarea eliminării lui Dewey care coordona o investigație de mare anvergură a afacerilor mafiei. Sindicatul a respins însă cererea deoarece se temea că asasinarea lui Dewey va revolta publicul, iar autoritățile vor interveni puternic în afacerile desfășurate de aceștia. Schultz a decis să ignore decizia și să pregătească asasinarea procurorului.
La auzul acestor vești, comisia a stabilit că Schultz trebuie oprit și au decis eliminarea acestuia. Astfel, prin faptul că i-a salvat viața, Buchalter și-a condamnat-o pe a sa deoarece investigațiile inițiate de Dewey vor contribui la trimiterea sa pe scaunul electric în 1944. Această situație l-a determinat pe Shapiro să sugereze ani mai târziu că cererea lui Schultz trebuia aprobată, în ciuda faptului că la acea vreme a fost de acord cu comisia sindicatului.
Asasinii Mendy Weiss⁠(d) și Charles Workman au fost însărcinați cu eliminarea lui Schultz. Pe 24 octombrie 1935, cei doi i-au urmărit pe Schultz și pe asociații săi Otto Berman⁠(d), Abe Landau și Lulu Rosenkrantz⁠(d) în Palace Chop House din Newark, New Jersey unde i-au împușcat. Berman, Landau și Rosenkrantz au murit la locul faptei, iar Schultz a încetat din viață a doua zi. În timp ce Workman s-a asigurat că aceștia sunt morți, partenerul său Weiss a fugit de la fața locului cu mașina condusă de Seymour Schechter.
Furios că a fost abandonatde partenerii săi, Workman s-a întors în Brooklyn pe jos. O zi sau două mai târziu, Workman a depus o „plângere⁠(d)” la comisie împotriva lui Weiss și Schechter. Deși a respectat pur și simplu ordinul lui Wiess de a părăsi locul crimei fără să-l aștepte, ghinionistul Schechter a fost considerat vinovat și a devenit la rândul său o victimă a asasinilor din Murder, Inc. În 1944, Weiss a fost executat pe scaunul electric pentru o altă crimă. Workman a fost judecat de statul New Jersey pentru asasinarea lui Schultz și a executat 23 de ani de închisoare.

## Decăderea
În ianuarie 1940, informatorul Harry Rudolph a fost reținut în calitate de martor în cazul asasinării gangsterului Alex Alpert în vârstă de 19 ani. Alpert a fost împușcat în spate într-un intersecție din secțiunea Brownsville din Brooklyn pe 25 noiembrie 1933. Aflat în custodie, Rudolph a decis să colaboreze cu procurorul din districtul Brooklyn, William O'Dwyer⁠(d). În baza mărturiei lui Rudolph, O'Dwyer a asigurat acuzațiile de crimă de gradul I împotriva lui Abe Reles, Martin Goldstein și Anthony Maffetore.
După ce inculpații au fost reținuți, O'Dwyer a aflat de la procurorul John Harlan Amen că un deținut i-ar fi oferit lui Rudolph 5.000 de dolari mită în numele sindicatului cu scopul de a-i eliberat pe Reles și Goldstein. O'Dwyer a declarat că Maffetore a decis să depună mărturie după ce a aflat de mita oferită în schimbul eliberării lui Reles și Goldstein, respectiv după discuțiile cu detectivul John Osnato din New York. Osnato a fost de acord să discute cu Maffetore în ciuda faptului că declarațiile lui Rudolph din alte cazuri s-au dovedit a fi false.
În cele din urmă, Maffetore a decis să coopereze, susținând că nu a fost implicat în uciderea lui Albert, dar a luat parte la alte șase crime în calitate de șofer. Maffetore l-a convins pe Abraham Levine să colaboreze, iar apoi Reles a decis să ofere informații procurorului. După ce Reles a fost de acord să depună mărturie, numeroși gangsteri din Brooklyn, Bronx și comitatul Sullivan au fost acuzați de crimă de gradul I. Alți membri ai „Combination” au fost adăugați pe lista martorilor care au decis să coopereze, inclusiv Albert Tannenbaum⁠(d), Seymour Magoon și Sholem Bernstein. Mărturia lui Harry Rudolph nu a fost utilizată în niciun proces întrucât a încetat din viață din cauze naturale la infirmeria din insula Rikers⁠(d) în iunie 1940. Abe Reles a căzut de la geamul camerei sale din hotelul Half Moon⁠(d) din Coney Island⁠(d) pe 12 noiembrie 1941. Verdictul oficial a fost moarte accidentală, dar unghiul traiectoriei sale sugerează defenestrare.

## Membri cunoscuți
- Louis „Lepke” Buchalter - primul lider al Murder, Inc.
- Bugsy Siegel - fondator și lider
- Albert Anastasia - succesorul lui Buchalter până la preluarea funcției de boss al familiei Mangano
- Frank Abbandando
- Louis Capone
- Frankie Carbo⁠(d)
- Louis Cohen
- Philip „Little Farvel” Cohen⁠(d)
- Aniello Dellacroce[21]
- Isadore Friedman⁠(d)
- Martin Goldstein
- Hyman Holtz⁠(d)
- Louis Kravitz⁠(d)
- Philip Kovolick⁠(d)
- Samuel Levine
- Seymour Magoon
- Harry Maione
- Abe Reles
- Jacob Shapiro
- Harry Strauss
- Albert Tannenbaum⁠(d)
- Benjamin Tannenbaum⁠(d)
- Emanuel Weiss⁠(d)